# RMHC De Pelikaan
De RMHC De Pelikaan is een Nederlandse hockeyclub uit Roosendaal.

## Geschiedenis
Op 18 december 1933 werd de hockeyclub opgericht. De club ontleent haar naam aan het Fokker F.XVIII-toestel De Pelikaan dat op die dag vertrok voor een speciale kerstvlucht naar Batavia in het toenmalige Nederlands-Indië. Een van de bemanningsleden van deze recordvlucht (Sjef Grosveld genaamd) was afkomstig uit Roosendaal.
Er werd eerst gespeeld op een paar veldjes achter een café genaamd De Veestallen aan de Kade. Later verhuisde de club naar de Wouwseweg en in 1964 werd de huidige accommodatie betrokken bij Hulsdonk.
Het eerste heren- en damesteam speelden in het seizoen 2019/20 beide in de Tweede klasse van de KNHB.